# Велика Британія на літніх Олімпійських іграх 1956
На літніх Олімпійських іграх 1956 року Велику Британію представляли 189 спортсменів (163 чоловіки та 26 жінок). Вони вибороли 6 золотих, 7 срібних і 11 бронзових медалей, що вивело збірну на 8-е місце у неофіційному командному заліку.

## Медалісти
| Медаль | Спортсмен                                                         | Вид спорту       | Дисципліна                                 |
| ------ | ----------------------------------------------------------------- | ---------------- | ------------------------------------------ |
| Золото | Крістофер Брешер                                                  | Легка атлетика   | Чоловіки, 3000 м з перешкодами             |
| Золото | Теренс Спінкс                                                     | Бокс             | Чоловіки, до 51 кг                         |
| Золото | Річард Мактаггарт                                                 | Бокс             | Чоловіки, до 60 кг                         |
| Золото | Альберт Гілл Френсіс Велдон Артур Рук                             | Кінний спорт     | Кінне триборство, командна першість        |
| Золото | Джилліан Шин                                                      | Фехтування       | Жінки, рапіра, особиста першість           |
| Золото | Джуді Грінхем                                                     | Плавання         | Жінки, 100 м на спині                      |
| Срібло | Дерек Джонсон                                                     | Легка атлетика   | Чоловіки, 800 м                            |
| Срібло | Гордон Пірі                                                       | Легка атлетика   | Чоловіки, 5000 м                           |
| Срібло | Енні Пешлі Джин Скрівенс Джун Фоулдс Гізер Ермітейдж              | Легка атлетика   | Жінки, естафета 4 × 100 м                  |
| Срібло | Тельма Гопкінс                                                    | Легка атлетика   | Жінки, стрибки у висоту                    |
| Срібло | Томас Ніколлс                                                     | Бокс             | Чоловіки, до 57 кг                         |
| Срібло | Артур Бріттейн Вільям Голмс Алан Джексон                          | Велоспорт        | Чоловіки, гонка по шосе, командна першість |
| Срібло | Роберт Перрі Нейл Кеннеді-Кокрейн-Патрік Джон Діллон Девід Бовкер | Вітрильний спорт | Клас «5,5 м»                               |
| Бронза | Дерек Ібботсон                                                    | Легка атлетика   | Чоловіки, 5000 м                           |
| Бронза | Джон Селісбері Майкл Вілер Пітер Віггінс Дерек Джонсон            | Легка атлетика   | Чоловіки, естафета 4 × 400 м               |
| Бронза | Ніколас Гаргано                                                   | Бокс             | Чоловіки, до 67 кг                         |
| Бронза | Джон Маккормак                                                    | Бокс             | Чоловіки, до 71 кг                         |
| Бронза | Том Сімпсон Дональд Берджесс Майкл Гембрілл Джон Джеддес          | Велоспорт        | Чоловіки, командна гонка переслідування    |
| Бронза | Алан Джексон                                                      | Велоспорт        | Чоловіки, гонка по шосе, особиста першість |
| Бронза | Френсіс Велдон                                                    | Кінний спорт     | Кінне триборство, особиста першість        |
| Бронза | Вілфред Вайт Патрісія Смайт Пітер Роубсон                         | Кінний спорт     | Конкур, особиста першість                  |
| Бронза | Маргарет Едвардс                                                  | Плавання         | Жінки, 100 м на спині                      |
| Бронза | Джаспер Блеколл Теренс Сміт                                       | Вітрильний спорт | Клас «Шарпи»                               |
| Бронза | Ґрегем Менн Рональд Бекас Джонатан Дженсон                        | Вітрильний спорт | Клас «Дракон»                              |